# Eine Frau mit berauschenden Talenten
Eine Frau mit berauschenden Talenten (Originaltitel: La daronne [dt. „die Alte“]) ist eine französische Filmkomödie von Jean-Paul Salomé aus dem Jahr 2020. Sie beruht auf dem Kriminalroman Die Alte von Hannelore Cayre.

## Handlung
Patience Portefeux lebt in ständigen Geldsorgen: Ihre demente Mutter wohnt in einem teuren Pflegeheim, ihr vor 20 Jahren plötzlich in Oman verstorbener Mann hat ihr einen Berg Schulden hinterlassen, den sie nun endlich abbezahlt hat, und sie ist mit der Miete im Rückstand. Sie kommt nur über die Runden, weil ihr Geliebter Philippe bei der Polizei arbeitet und ihr immer wieder Übersetzungsaufträge gibt: Patience spricht fließend Arabisch und arbeitet als Übersetzerin für das Pariser Drogendezernat. Neben einem großen Drogendeal der Brüder Cherkaoui, bei dem Gespräche durch die Polizei mitgeschnitten und durch Patience übersetzt werden, hat sie von Philippe den Dauerauftrag erhalten, die unfähigen kleinen Dealer Scotch und Chocapic abzuhören und deren Gespräche zu übersetzen.
Der Deal der Brüder Cherkaoui umfasst eine Haschisch-Lieferung, die über Spanien nach Frankreich gebracht werden soll. In Spanien wird die Ware, rund 1,5 Tonnen, an Afid übergeben, der mit seiner Mutter in Telefonkontakt steht. Die Polizei ist per angezapfter Leitungen stets bei den Gesprächen dabei, wobei Patience übersetzt. Sie bemerkt dabei plötzlich, dass es sich bei Afids Mutter um Kadidja, die aufopferungsvolle Pflegerin ihrer Mutter im Heim, handelt. Es gelingt Patience, Kadidja zu warnen, Afid trickst die Polizei aus und versteckt die Ware. Er und auch die Brüder Cherkaoui werden am geplanten Übergabeort festgenommen. Da Kadidja mit der ganzen Sache noch nie etwas zu tun haben wollte, sucht Patience selbst nach den Drogen. Hilfreich zur Seite steht ihr dabei DNA, ein ehemaliger Drogenspürhund, der von ihr adoptiert wurde. Patience findet das Haschisch und lagert es in ihrem Keller ein. Anschließend nimmt sie Kontakt mit Scotch und Chocapic auf und bietet ihnen den Stoff an. Als reiche Araberin Mrs. Ben Barka verkleidet und auch am Telefon nur Arabisch sprechend, macht das Trio den ersten Deal. Patience kann mit dem Geld ihre Schulden abbezahlen und auch ihre Mutter vor dem Rauswurf aus dem Pflegeheim bewahren. Bald verkauft Patience mehr Stoff an Scotch und Chocapic und erhält Hunderttausende an Euros für die Drogen. Die Polizei, die sämtliche Telefongespräche abhört, interessiert sich nun sehr für Scotch und Chocapic sowie die ominöse Drogenverkäuferin, die sie La daronne („die Alte“) nennen. Patience, die ihre eigenen Unterhaltungen übersetzen muss, führt die Polizei immer wieder in die Irre. Durch Philippe erhält sie zudem Informationen, die ihr helfen, bei den Drogenübergaben nicht geschnappt zu werden.
Eines Tages fangen die Brüder Cherkaoui an, den Ursprungsort der neu in Paris zirkulierenden Drogen zu suchen. Sie erkennen, dass ihr gestohlener Stoff verkauft wird, und verfolgen die Spur bis zu Scotch und Chocapic zurück. Auch die Polizei erfährt von einer neuen geplanten Übergabe der Drogen an Scotch und Chocapic, sodass Patience beim Deal fast geschnappt wird. Es gelingt ihr zudem nur mit Mühe, die Brüder Cherkaoui abzuschütteln, bevor sie ihre Wohnung erreicht. Sie erkennt, dass sie die Gegend verlassen muss. Vorsichtig knüpft sie einen Kontakt zu ihrer chinesischen Nachbarin und Hausverwalterin Colette Fo, von der sie nur ahnt, dass sie ebenfalls in krumme Geschäfte verwickelt ist. Patience will über Colette ihre Wohnung verkaufen und dabei Geldwäsche im großen Stil betreiben. Colette schreckt das nicht, da sie eine hohe Gewinnbeteiligung aushandelt. Kurz vor ihrem Auszug wird Patience von Colette zur Hochzeit ihrer Tochter eingeladen, die im gesamten Haus stattfindet. Unter die Gäste aus dem Milieu schmuggeln sich auch die Brüder Cherkaoui, die Patiences Wohnort herausbekommen haben und nun blutige Rache wollen. Sie bedrohen die Hochzeitsgäste mit Pistolen und stehen am Ende der ebenfalls bewaffneten Patience gegenüber. Beide Brüder werden schließlich durch Mitglieder der Hochzeitsgesellschaft erschossen und beiseite geschafft. Colette erklärt, dass sich die Polizei in der Vergangenheit selten bereit gezeigt hat, der chinesischen Gemeinschaft zu helfen, sodass man sich nun selbst hilft. Sie bietet Patience einen Job an. So ist Colette in den Ersatzteilschmuggel für Autos verwickelt und will in den arabischen Markt einsteigen, wofür Patiences Übersetzungskünste von Nutzen sind. Diese Branche sei zudem sicherer als Drogenschmuggel, meint Colette. Patience bringt die restlichen Drogen – fast 500 kg – zurück in das Versteck, das Afid damals genutzt hatte. Patiences Mutter stirbt im Heim, sodass Patience nun erst einmal nichts mehr in Frankreich hält. Philippe ahnt, dass Patience die daronne ist, löscht jedoch heimlich kompromittierende Überwachungsvideos. Patience verbringt die nächste Zeit in Oman, besucht das Grab ihres Mannes und fährt mit dem Boot der Familie auf einen See hinaus, wie sie es schon als Kind liebte, DNA an ihrer Seite.

## Produktion
Eine Frau mit berauschenden Talenten war der achte Langfilm, bei dem Jean-Paul Salomé Regie führte. Er verfasste zudem mit Hannelore Cayre, auf deren Roman Die Alte der Film beruht, das Drehbuch. Der Film wurde ab 5. November 2018 in den Pariser Arrondissements Ménilmontant und Buttes-Montmartre gedreht. Teilweise drehte das Team dabei mit versteckter Kamera. Die Dreharbeiten liefen bis Anfang Januar 2019. Die Kostüme schuf Marité Coutard, die Filmbauten stammen von Françoise Dupertuis.
Isabelle Huppert spricht im Film selbst Arabisch. Dafür lernte sie mehrere Monate ihre Dialoge auf phonetischer Basis. Zur Seite stand ihr dabei ein Arabischcoach.
Eine Frau mit berauschenden Talenten erlebte am 16. Januar 2020 auf dem Festival de l’Alpe d’Huez seine Premiere und lief am 9. September 2020 in den französischen Kinos an. In Deutschland kam der Film am 8. Oktober 2020 in die Kinos. Der Kinostart in den USA erfolgte am 16. Juli 2021.

## Synchronisation
| Rolle              | Darsteller         | Synchronsprecher    |
| ------------------ | ------------------ | ------------------- |
| Patience Portefeux | Isabelle Huppert   | Christin Marquitan  |
| Philippe           | Hippolyte Girardot | Frank Röth          |
| Fredo              | Yann Sundberg      | Sascha Oliver Bauer |
| Afid               | Yasin Houicha      | Oscar Räuker        |

## Rezeption

### Auszeichnungen
Eine Frau mit berauschenden Talenten wurde 2021 für einen César in der Kategorie Bestes adaptiertes Drehbuch nominiert.

### Kritik
Das Lexikon des internationalen Films bescheinigt dem Film „humorvolle Momente“, bemängelt aber die Handlung als „zu einfallsarm und die Zeichnung der Figuren zu schematisch“.